# Louis Chalon
Ne pas confondre avec Louis Chalon, dit Cléante.
Louis Victor Joseph Chalon, né à Paris le 15 janvier 1862 et mort dans cette même ville le 17 décembre 1915 est un peintre et sculpteur français de style Art nouveau.

## Biographie
Élève de Jules Lefebvre et de Gustave Boulanger à l'Académie Julian, Louis Chalon débute par la peinture classique. Il est connu pour sa grande huile sur toile La Mort de Sardanapale exposée au Salon des artistes français de 1891 pour laquelle il reçoit une médaille. Vers 1894, il séjourne un an à Tunis où il peint Salomé, qui sera exposé au premier Salon tunisien en 1894.
Il illustre de nombreux périodiques comme La Vie Parisienne et le Figaro Illustré, ainsi que des ouvrages de Rabelais, Balzac...
À partir de 1898, il crée un grand nombre de statues en bronze comme Vers la lumière et d'objets décoratifs (vases, encriers, horloges...) sur le thème de la femme-fleur, notamment en collaboration avec le fondeur Louchet.
Il participe à l’Exposition universelle de 1900 de Paris avec un vase de jardin géant en grès les Gardiennes du Jardin des Hespérides (hauteur 2 m 50) réalisé avec l'aide de la société Émile Muller.
Il est membre de la Société des artistes français et a exposé de 1880 à 1914.
Il meurt le 17 décembre 1915  à son domicile rue de Saint-Senoch dans le 17e arrondissement de Paris, et est enterré au Cimetière des Batignolles (concession reprise).

## Œuvres

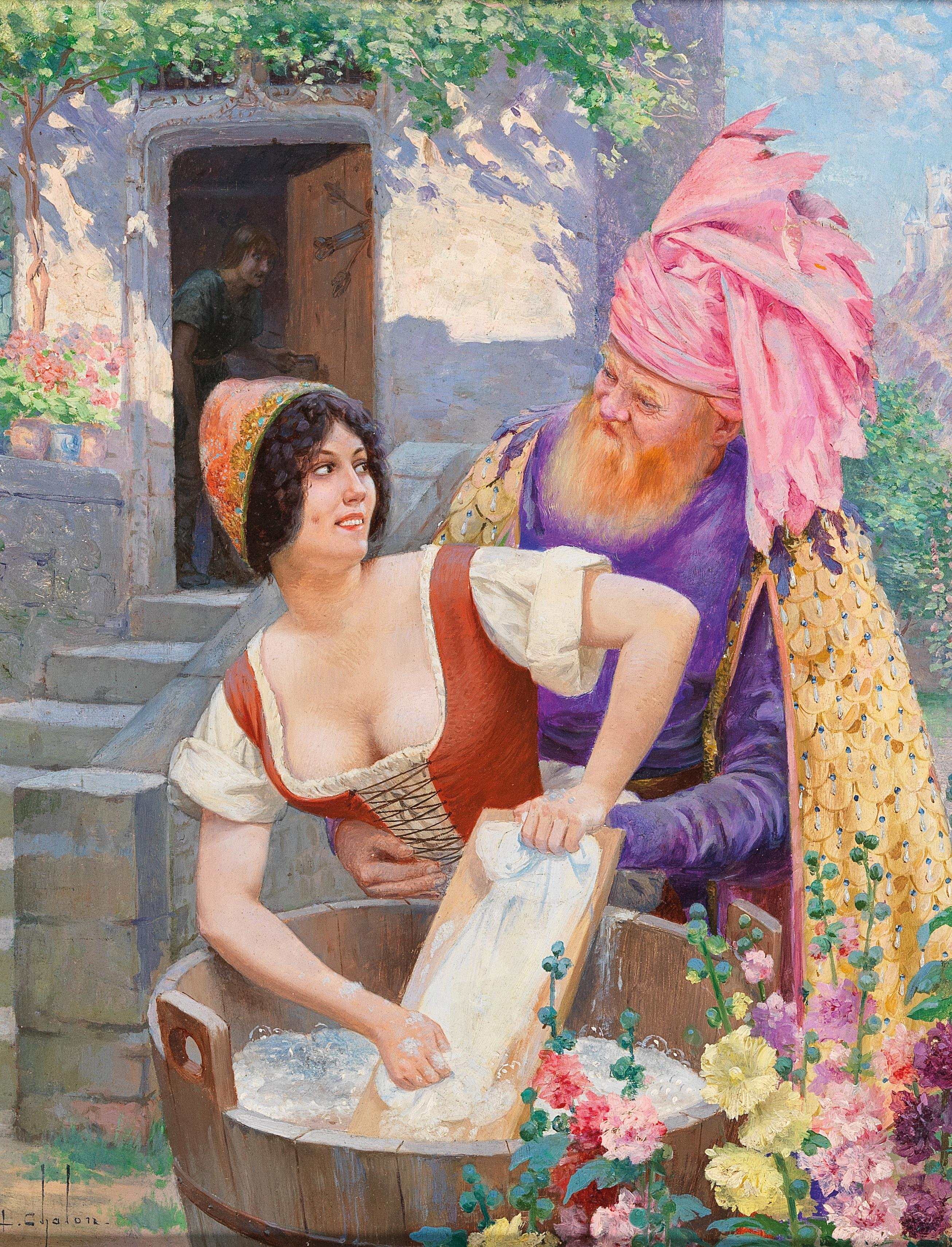
La Lavandière.
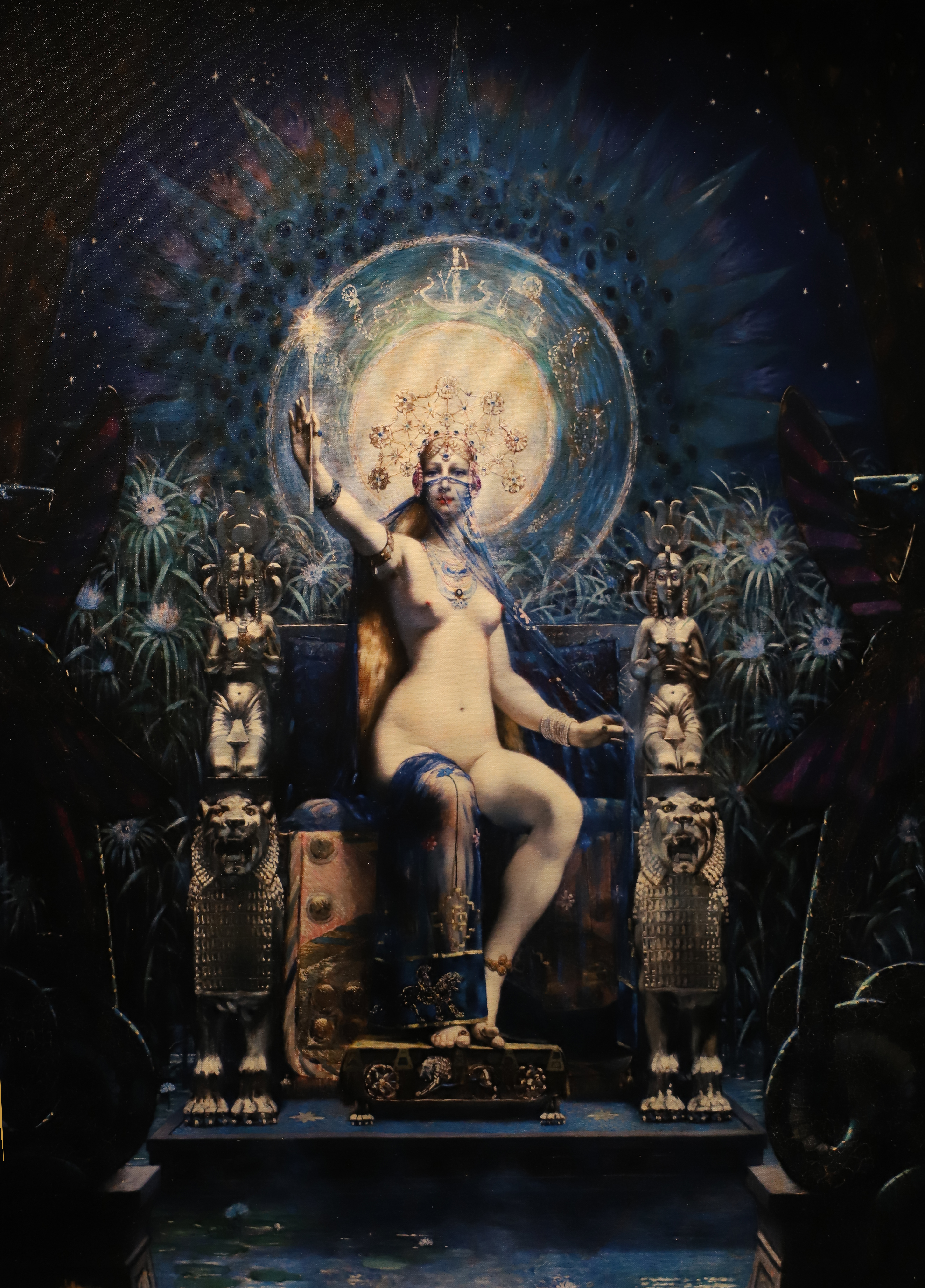
Ulisse, 1888, Piancenza.
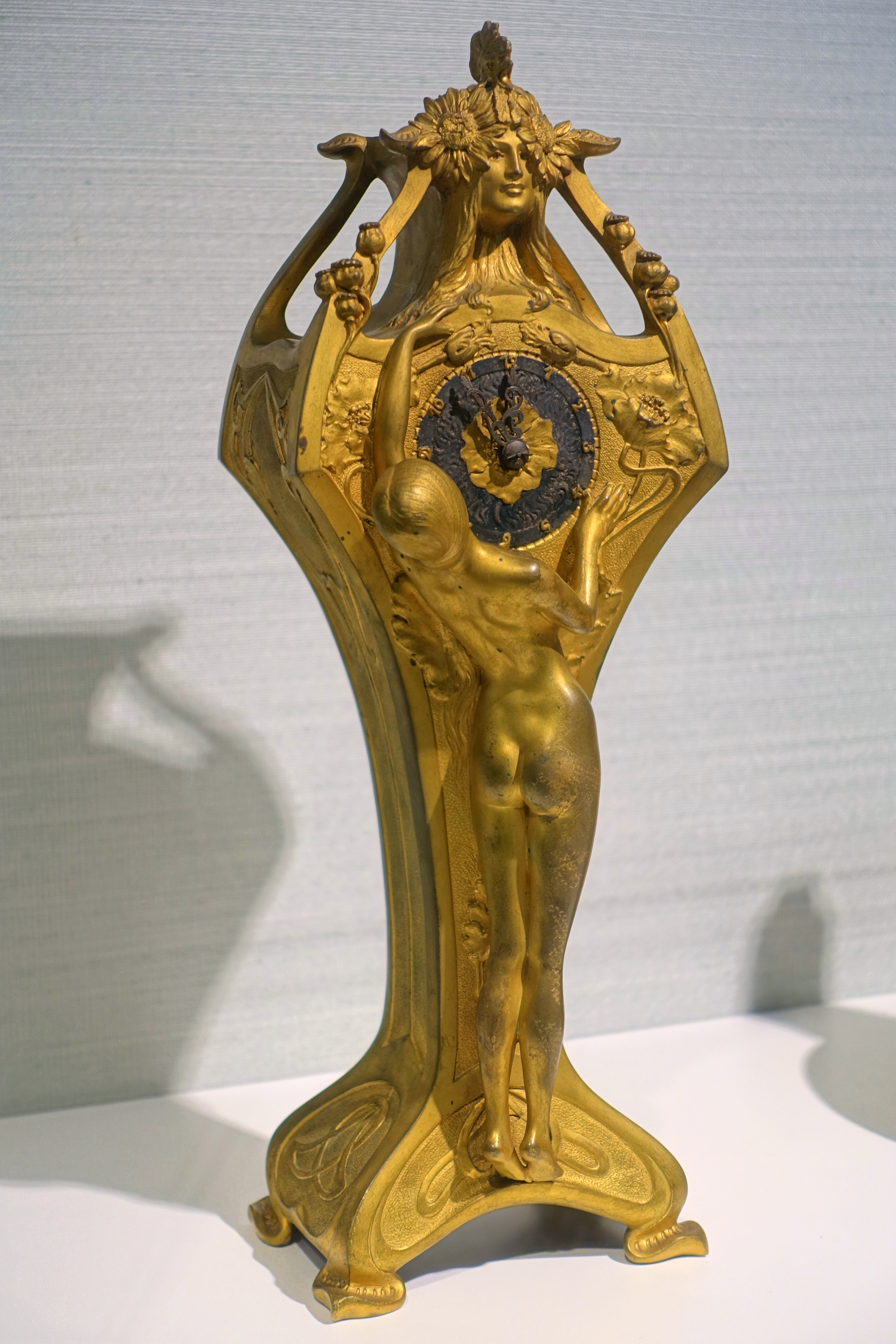
Horloge de Louis Chalon.